# Jonathan Daifuku
Jonathan Daifuku (Boston, Estats Units, 1947) és un arquitecte i dissenyador estatunidenc.
Va realitzar els seus estudis a França i als Estats Units on va obtenir la llicència d'arquitecte. La seva feina s'ha desenvolupat principalment a Europa on ha realitzat diferents projectes d'interiorisme i disseny industrial. A Espanya ha col·laborat amb empreses com Cia Roca Radiadores, Sellex o B.Lux. Ha impartit classes a les escoles Eina, Elisava i BAU de Barcelona, a la Parsons School de Nova York i al New NJ Institute of Technology. Entre els seus dissenys cal destacar el llum de paret Lua (1995), el penjador Capitàn Hook (1998) o uns Welcome Desk que es troben a l'aeroport del Prat i al de Tenerife.